# 1991 у літературі

## Нагороди
- Букерівська премія: Бен Окрі, «Голодна дорога»
- Нобелівська премія з літератури: Надін Гордімер, «яка своїм прекрасним епосом принесла величезну користь людству».
- Премія Неб'юла за найкращий роман:Майкл Свонвік,«Stations of the Tide»
- Премія Неб'юла за найкращу повість: Ненсі Кресс, «Жебраки в Іспанії» (Beggars in Spain)

## Померли
- 6 лютого — Марія Самбрано, іспанська письменниця, католицька філософ-есеїстка (народилась в 1904).
- 4 березня — Сергій Олексійович Баруздін, російський радянський письменник (народився в 1926).
- 3 квітня — Ґрем Ґрін, письменник і драматург.
- 24 липня — Ісаак Башевіс Зінґер, американо-єврейський письменник, лауреат Нобелівської премії з літератури 1978 року (народився в 1904).
- 7 жовтня — Наталія Гінзбург, італійська письменниця, романіст, драматург (народилася в 1916).
- 12 жовтня — Аркадій Стругацький, російський письменник-фантаст (народився в 1925).

## Нові книжки
- «Щоденники вампіра» — серія романів Лізи Джейн Сміт.
- «Темна Вежа ІІІ: Загублена земля» — третій том циклу Стівена Кінга під назвою «Темна Вежа».
- «Світ Софії» — дитячий роман письменника Юстейна Ґордера
- «Принц Хаосу» — завершальний роман із циклу «Хроніки Амбера», який написав американський фантаст Роджер Желязни.